# 布勒考
布勒考（德語：Bröckau，發音：[ˈbʁœkaʊ]）是德国萨克森-安哈尔特州布尔根兰县曾经的一个市镇，面积7.9平方千米，2008年12月31日人口为378人。2010年1月1日，布勒考与市镇维特根多夫合并为新市镇施瑙德塔尔。